# Philippe d'Estailleur-Chanteraine
Philippe d'Estailleur-Chanteraine (Philippe Charles Hippolyte Destailleur), né le 10 octobre 1894 à Paris 7e où il est mort le 23 juin 1965, est un aviateur et historien français.

## Biographie
Il est le fils de l’architecte Walter-André Destailleur et de son épouse Marie Tuault de La Bouvrie et le petit-fils de l’architecte et collectionneur Hippolyte Alexandre Gabriel Walter Destailleur.
En 1919, il rejoint d'Annunzio à Fiume pour faire acte de solidarité avec une proclamation du Comité « France d'abord » comportant une centaine de signatures. En 1920, il est envoyé en mission en Syrie, en Cilicie et en Palestine. En mai, il est reçu par l'émir Fayçal.
En 1921, le roi d'Italie le fait chevalier de la Couronne d'Italie et en 1925, commandeur. Monarchiste convaincu, Philippe d'Estailleur-Chanteraine est proche de la famille d'Orléans et du « comte de Paris ». Il entretient des liens étroits avec les mouvements monarchiques italiens et espagnols.
En 1922, il participe aux fouilles de Carthage menées par une mission américano-française sous la direction de Francis Byron Kuhn. La même année, il devient président du Comité de l'Entente française. À partir de 1927, il donne régulièrement des conférences à Radio Tour Eiffel, principalement sur les rapports franco-italiens et les relations internationales.
Passionné d'aéronautique, il effectue en 1931 le premier tour de l'Afrique avec un Farman F 197 baptisé Paris et peint aux couleurs bleu et rouge de la capitale française. Il est accompagné du pilote Giraud, du mécanicien Mistrot et du navigateur Weiss. Le retour, espéré avant la fin de l'Exposition coloniale, mais retardé, a lieu au Bourget le 17 juillet.
En 1932, il réalise une traversée d'est en ouest de l'Afrique (de Djibouti à Dakar) avec le pilote Aimé Freton et le mécanicien M. Mistrot. L'avion part de Toussus le 15 avril. L'équipe effectue les 8 800 kilomètres séparant Djibouti de Dakar en trois jours et 14 heures. L'avion est de retour le 30 avril. Au cours de ce périple de 15 jours, ils auront volé durant 258 heures avec leur Farman "Paris" à moteur Lorraine Algol de 300 chevaux.
De 1934 à 1940, il est vice-président de la Fédération aéronautique de France. En 1936, avec le Paris, il part pour les Indes. Il décolle le 6 avril du Bourget et revient le 22 juin. Ce périple donnera lieu en 1938 à 25 000 kilomètres au-dessus de l'Asie écrit avec Max Richou qui participait au voyage.
En 1946, il est nommé vice-président de la Compagnie des messageries aériennes. En 1949, il devient président de la Société africaine d'études aéronautiques. En 1953, il crée la Société d'études et d'exploitation pour l'assainissement des Territoires d'Outre-mer, et en 1954 préside la Société d'entreprise et de matériel aéronautiques. Le 22 janvier 1954, il est élu membre de l'Académie des sciences d'outre-mer, avant d'en devenir président.

## Publications
- La Bulgarie traquée, 1914
- France et Pologne : la paix française dans l'Europe Orientale, 1918
- Abd-El-Kader, 1931, Éditions Librairie de France,
- 25 000 kilomètres au-dessus de l'Afrique, avec Max Richou, 1938
- Ciels d'Afrique. 1931-1945, 1945
- Histoire de la Nation Française, 1946, prix Hélène Porgès de l'Académie française en 1948
- Henri IV, 1954, prix Eugène Carrière de l'Académie française
- Le Quart d'heure de l'Afrique. Algérie-Tunisie-Maroc, 1956
- Henri IV Roi de France et de Navarre, 1958
- L'Émir Magnanime Abd-el-Kader le croyant, 1959, prix Eugène Carrière de l'Académie française
- L'infant de la mer. Henri le navigateur, 1960